# Sven Aspling

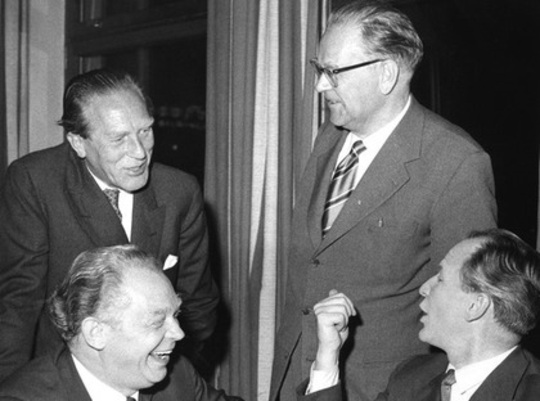
Sven Aspling, nere till höger, tillsammans med Torsten Nilsson, Sven Andersson och Tage Erlander, 1960.

Sven Gustav Aspling, född 28 augusti 1912 i Filipstads församling, Värmlands län, död 6 februari 2000 i Sundbybergs församling, Stockholms län, var en svensk socialdemokratisk politiker. Han var socialminister 1962–76 och nära medarbetare till statsministern Tage Erlander.

## Biografi
Aspling växte upp under enkla förhållanden som son till lokförare Gustaf Persson och Alida Aspling, och gick endast sexårig folkskola. Han var anställd som journalist i Filipstad för Värmlands Folkblad 1937–42 och därefter vid centralredaktionen i Karlstad. 1941–46 var han socialdemokratisk ombudsman i Dalarna innan han anställdes av partikansliet i Stockholm som organisationssekreterare. 1948 blev Aspling partisekreterare och ledamot i partistyrelsen. 1956 blev Aspling invald i första kammaren och satt sedan i riksdagen fram till 1985. Aspling var socialminister 1962–76 och ordförande i riksdagens socialförsäkringsutskott 1976–85.
Som partisekreterare fungerade Aspling som kontakt mellan CIA:s Sverigechef William Colby och den socialdemokratiska regeringen under uppbyggandet av det svenska Stay behind-nätverket.
Som socialminister tog han över efter Torsten Nilsson, och utvecklade den socialpolitik som Gustav Möller skapat. Hans bidrag till socialpolitiken var bland annat införandet 1963 av fyra veckors semester.
Han var gift från 1947 med Britt Westling, dotter till kyrkoherden i Lindesberg, Walter Westling och Svea Bursell.